# Либурн Алију
Либурн Алију (алб. Liburn Aliu; Приштина, 10. април 1975) албански је политичар и актуелни министар животне средине, просторног планирања и инфраструктуре Републике Косово од 2021. године.

## Биографија
Рођен је 10. априла 1975. године у Приштини, у тадашњој Социјалистичкој Федеративној Републици Југославији. Похађао је Основну школу „Хасан Приштина” и Гимназију „Џевдет Дода” у свом родном граду. Дипломирао је архитектуру на Универзитету у Приштини.
Радио је као архитекта у високом пројектовању и грађевинарству, а бавио се рестаурацијом споменика културног наслеђа, где је надгледао радове на рестаурацији.
Године 1994. почео је да се бави политиком илегалним активностима, посебно у оквиру Националног покрета за ослобођење Косова (НПОК).